# Bevata
Bevata is een plaats en commune in het zuiden van Madagaskar, behorend tot het district Vangaindrano, dat gelegen is in de regio Atsimo-Atsinanana. Tijdens een volkstelling in 2001 telde de plaats 10.654 inwoners.
De plaats biedt enkel lager onderwijs aan. 94 % van de bevolking werkt als landbouwer, ook werkt 1% in de veeteelt. De belangrijkste landbouwproducten zijn rijst en koffie; andere belangrijke producten zijn bananen, cassave en peper. Verder is 4 % actief in de dienstensector en werkt 1% in de industrie.